# Dry Drayton
Dry Drayton – wieś w Anglii, w hrabstwie Cambridgeshire, w dystrykcie South Cambridgeshire. Leży 8 km na północny zachód od miasta Cambridge i 82 km na północ od Londynu. Miejscowość liczy 582 mieszkańców.